# Konwersja genów
Konwersja genów – w genetyce zmiana sekwencji w zrekombinowanych cząstkach, wynikająca z naprawy niedopasowania, które mogło powstać podczas rekombinacji.
I tak, kiedy w jednym miejscu znajdowało się 3'A5'/5'T3', tak w homologicznym fragmencie C/G. Po wymianie nici powstanie A/G i C/T. Podczas porekombinacyjnych napraw, niedopasowane zasady zostają dopasowane, i sekwencja jednej z nici jest tracona. Jeżeli błąd ten nie zostanie naprawiony, to w późniejszym rozdziale mejotycznym powstaną komórki o odmiennych genotypach.